# Matawan Creek
Der Matawan Creek ist ein partiell von den Gezeiten beeinflusster Wasserlauf (Tidefluss) an der Küste des Atlantiks. Er liegt im nordöstlichen Bereich von New Jersey gegenüber von Staten Island, New York City.
An einer Stelle des Wasserlaufs, die knapp 25 Kilometer landeinwärts liegt, ereigneten sich am 12. Juli 1916 Haiangriffe, denen zunächst der 12-jährige Lester Stillwell zum Opfer fiel. Beim Versuch, Stillwells Leiche zu bergen, wurde der 24-jährige Stanley Fisher ebenfalls angegriffen; er erlag wenig später den Folgen der Attacke. Noch am selben Tag wurde ein weiterer Junge durch einen Haiangriff schwer verletzt.
Die Berichte über diese Haiangriffe sowie die zwei weiteren, die sich direkt an der Küste ereigneten, waren für den Autor Peter Benchley die Anregung, den Roman Der weiße Hai zu schreiben, der im Jahre 1974 veröffentlicht wurde. Ein Jahr später kam Steven Spielbergs darauf basierender Film Der weiße Hai in die Kinos, der zu den Filmklassikern der Action- und Horrorfilme zählt.